# A Múmia (2017)
The Mummy (prt/bra: A Múmia) é um  filme estadunidense de ação, aventura, fantasia e terror, de 2017, dirigido por Alex Kurtzman e escrito por David Koepp, Christopher McQuarrie e Dylan Kussman a partir da história escrita por Kurtzman, Jon Spaihts e Jenny Lumet. A Universal Studios planejava com o filme lançar o Dark Universe, um universo compartilhado reimaginando os monstros clássicos de terror do estúdio. O filme tem em seu elenco Tom Cruise, Annabelle Wallis, Sofia Boutella, Jake Johnson, Marwan Kenzari, Courtney B. Vance, Kim Adis e Russell Crowe.
A pré-estreia do filme ocorreu no State Theatre, em Sydney, na Austrália. Foi lançado nos Estados Unidos em 9 de junho de 2017 nos formatos convencional, 3D e IMAX 3D. Estreou no Brasil e em Portugal em 8 de junho de 2017. Apesar de arrecadar 409 milhões de dólares mundialmente, é considerado uma box office bomb com perdas estimadas em 95 milhões de dólares. A Múmia recebeu críticas majoritariamente negativas da imprensa especializada e do público, principalmente por sua narrativa não convincente, falta de originalidade e pela performance de Cruise, sendo considerado o pior filme da carreira do ator.
Após o fraco desempenho nas bilheterias e baixa receptividade, os roteiristas Alex Kurtzman e Chris Morgan deixaram o projeto para futuras sequências.. O Dark Universe acabou abandonado, com a Universal passando a apenas fazer filmes independentes baseados nos monstros, começando por O Homem Invisível.

## Elenco
- Tom Cruise como Nick Morton: Um oficial americano, que adentra a tumba de Princesa Ahmanet, liberando uma maldição sem precedentes. Ao receber uma maldição, Nick passa a ser perseguido por Seti.[15][16]
- Sofia Boutella como Princesa Ahmanet / A Múmia: Inicialmente baseada na deusa egípcia Amunet. Estando na linha de sucessão ao trono, Ahmanet assassinou sua família na intenção de ressuscitar o deus Set; sendo amaldiçoada por toda a eternidade através do sepultamento ainda viva.[16][17]
- Annabelle Wallis como Jenny Halsey: Uma inteligente e insistente arqueóloga e antiga paixão de Nick. Trabalha secretamente para a organização que busca capturar a criatura conhecida como "Prodigium".[18]
- Jake Johnson como Cabo Chris Vail: Amigo e principal aliado de Nick.
- Courtney B. Vance como Coronel Gideon Forster: Superior direto de Nick.
- Russell Crowe como Dr. Henry Jekyll: Um brilhante cientista à frente da Prodigium, uma organização voltada à busca, contenção e eventualmente destruição de criaturas místicas. Desde que falhou na tentativa de purificar sua alma do mal, Jekyll deve consumir doses de um soro para evitar que seu lado obscuro tome forma, transformando no alter-ego conhecido como Sr. Edward Hyde.[19]
- Javier Botet como Seti: O deus egípcio dos desertos, também associado à escuridão e violência, que apoia Princesa Ahmanet em sua busca por poder sobre o Egito. Set possui uma ligação com Nick Norton, a quem pretende usar como seu canal de ressurreição.
- Marwan Kenzari como Malik: O chefe da segurança de Jekyll.
- Selva Rasalingam como Rei Menehptre: O faraó e pai de Ahmanet.
- Dylan Smith como Lorenzo Montanari
- Rez Kempton como Foreman

## Dublagem brasileira
Estúdio de dublagem - Delart
Produção
- Direção de Dublagem: Manolo Rey[20]
- Cliente:  Universal[20]
- Tradução:  Pavlos Euthymiou[20]
- Mixagem:  Gustavo Andriewiski[20]

Dubladores
- Ahmanet: Gabriella Bicalho[20]
- Nick: Philippe Maia[20]
- Jenny: Adriana Torres[20]
- Henry: Dário de Castro[20]
- Vail: Manolo Rey[20]
- Malik: Nando Sierpe[20]
- Sr. Brooke: Mauro Horta[20]
- Greenway: Ronaldo Júlio[20]

## Produção

### Desenvolvimento
Em 2013, Universal Pictures revelou que estava planejando criar um Universo Cinematográfico dos clássicos monstros dos filmes, e entre os filmes estava uma nova versão de A Múmia, que iria ser dirigido por Andres Muschietti e o roteiro ainda iria ser escolhido, incluindo um escrito por Billy Ray, e outro por Jon Spaihts. A Múmia foi originalmente agendado para 2016.
Em maio de 2014, o diretor Andres Muschietti abandonou a direção do filme da Múmia por diferenças criativas, que pela visão de Andres Muschietti gostaria de uma abordagem mais sombria, mas a Universal Pictures queria um filme mais leve e livre para a família, já com o roteiro e quase finalizado por Jon Spaihts, com Sean Daniels, Alex Kurtzman e Roberto Orci na produção, o filme estava previsto para estrear no dia 22 de abril de 2016.
Após a saída de Andres Muschietti da direção do filme da Múmia, a Universal Pictures colocou na direção Alex Kurtzman que tinha sido contratado também para fazer a franquia de filmes de monstros da Universal, que planejava fazer além do filmes da múmia, filmes dos personagens Van Helsing, Lobisomem, Homem Invisível, entre outros.
Em agosto de 2014, o filme da Múmia foi adiado para não concorrer na bilheteria com outro filme da Universal Pictures, a estreia ficou marcada para 24 de junho de 2016.
Em dezembro de 2015, foi revelado que a atriz Sofia Boutella estava em negociações para entrar no elenco do filme como a Múmia, o filme estava originalmente marcado para estrear em 24 de março de 2017, nos Estados Unidos. Em janeiro de 2016, o filme teve seu lançamento adiado para 9 de junho de 2017.
Em janeiro de 2015, a Universal Pictures revelou que o ator Tom Cruise irá protagonizar o filme da Múmia.
Em 22 de maio de 2017, a Universal Pictures anunciou que uma série de filmes da coletividade Universal Monsters seria revivida como a franquia Dark Universe, e que Bill Condon seria o diretor do segundo filme, previsto para lançamento em 14 de fevereiro de 2019 e com o título de Bride of Frankenstein. Em novembro de 2016, Kurtzman afirmou que o estúdio possui ideias para vários relançamentos de "seus monstros" e que ele ajudou a equipe de produtores a desenvolver a aparência de vários dos personagens. "Pode haver razões para este ou aquele personagens aparecerem juntos, porque a história nos conta o que quiser. A história é o que motiva a escolha (...) Mas, eu prometo que não estamos começando a partir deste ponto."
Em março de 2017, o produtor Chris Morgan revelou que a companhia estava em processo de decisão sobre a ordem cronológica da franquia e a data de lançamento dos filmes. Dracula Untold, de 2014, estrelado por Luke Evans como o personagem titular, foi originalmente considerado o primeiro dos filmes; contudo, desde seu lançamento este filme foi desconectado das demais narrativas e The Mummy assumiu a posição de primeiro lançamento da franquia.

### Filmagens
As filmagens começaram em 3 de abril de 2016 em Oxford, Reino Unido. É também foi filmado em Surrey. Em 17 de julho de 2016 as filmagens foram feitas em Londres, Inglaterra. Em seguida as filmagens do filme se moveram para Namibia onde foram concluídas em 13 de agosto de 2016.

## Recepção

### Performance comercial
The Mummy estreou em segundo lugar nas bilheterias norte-americanas com US$ 31 milhões no primeiro fim de semana, não conseguindo desbancar Mulher-Maravilha, que entrava em sua segunda semana em cartaz faturando US$ 58 milhões. Os números internacionais foram melhores, com US$ 141,8 milhões, marcando a melhor estreia da carreira de Tom Cruise, incluindo uma estreia no topo em Portugal, atraindo 49.393 espectadores e faturando €281.612. No Brasil, A Múmia também ficou em segundo atrás de Mulher-Maravilha, com R$ 12,2 milhões de faturamento de público de 668 mil espectadores. The Mummy fechou sua trajetória nos cinemas com US$ 80,2 milhões na América do Norte e US$ 329,8 milhões internacionalmente para um total de US$ 409 milhões. Com gastos estimados de US$345 milhões entre produção e a publicidade, foi estimado que o filme precisaria ter levado US$ 450 milhões para lucrar, com o estúdio perdendo entre US$ 60 e 100 milhões.

### Recepção crítica
The Mummy recebeu críticas majoritariamente negativas pela imprensa especializada, que alegou principalmente incoerência narrativa, temática inconsistente, atuação abaixo do esperado e um enredo que serve somente como ponte para a franquia Dark Universe. No site Rotten Tomatoes, o filme recebeu uma taxa de aprovação de 16% com base em 236 avaliações, resultando em pontuação média de 4,2/10. O resumo crítico do site define que "sem a diversão dos lançamentos mais recentes da franquia e falhando em passar a emoção dos filmes de monstros, The Mummy sugere um rápido desenrolar para o Dark Universe." No site Metacritic, o filme recebeu pontuação de 34/100 com base em 44 críticas, indicando "avaliações desfavoráveis, no geral". O público consultado pelo site CinemaScore classifica o filme como "B-" na escala que vai do "A+" ao "F".
Vince Mancini, redator do Uproxx, considerou o filme negativamente, declarando: "Se você aprecia incompreensíveis coleções de coisas que vagamente relembram outras coisas que você deve ter apreciado no passado, The Mummy é o filme certo para você." David Erhlinch, do site IndieWire, considerou o filme como "o pior da carreira de Cruise", além de destacar o que chama de "falta de originalidade". "Uma coisa é escavar a iconografia de uma antiga Hollywood, outra é explorá-la. Isto não é fazer cinema, é caçar tumbas."
A revista Variety publicou a opinião do crítico Owen Gleiberman, segundo o qual "o problema principal é que a realidade do que o filme é - um veículo de Tom Cruise - está em conflito com o material. O ator, aos 54 anos, ainda está interpretando o antigo Cruise, o arrogante quase canalha que precisa crescer... a confusão é porque Cruise, pelo menos em uma potboiler como esta, está tão concentrado em manter sua imagem como um claro e salutar herói que seu flerte com o mundo obscuro é quase teórico."
Segundo Peter Travers, da revista Rolling Stone, "Quão 'meh' é The Mummy? Deixe-me contar. Por todas as dificuldades e o desespero digital dos computadores, este reboot surge nas telas com um baque ressonante."

## Jogo
Um jogo baseado no filme, The Mummy Demastered, foi lançado em outubro de 2017. Desenvolvido pela WayForward Technologies, da série Shantae, é um Metroidvania seguindo um soldado da Prodigium enfrentando Ahmahnet e os monstros que ela invoca. Ao contrário do filme, Demastered recebeu críticas positivas.